# フェリーおおさかII
フェリーおおさかIIは、名門大洋フェリーが運航するフェリー。大阪南港と新門司港を結ぶ航路に就航している。

## 概要
フェリーおおさかの代船として、三菱重工業三菱重工業下関造船所で建造され、2015年9月16日に就航した。
2基1軸とアジマススラスターを組み合わせたハイブリッド推進システムを採用、三菱空気潤滑システム（MALS）を装備するなど、船体抵抗の削減と燃費向上が図られている。
車両甲板には、国内のフェリーで初となる電気自動車充電設備（10台分）を搭載した。

## 船内
船内は、瀬戸内海の自然をイメージした「ナチュラルトーン」をコンセプトとしてデザインされた。バリアフリー対応のため、エントランスと同じ階層に乗用車専用駐車スペースが設置され、上下移動が不要となっている。利用客層の変化を受け、ツーリストの定員が先代の96名から380名へと大幅に増やされた一方、エコノミーは40名のみとなった。また、ツーリストとファーストにレディースルームが設定された。

### 船室
- スイート（和洋室）
- スイート（洋室）
- デラックス
- ファーストA
- ファーストB
- ファーストJ
- ファーストS
- ツーリスト
- エコノミー
- ドライバールーム（繁忙期は「ツーリストS」として一部を一般販売）

### 設備
8階
- スイートA・B
- デラックス

7階
- ファーストA・B・S・J
- ツーリスト（8室）
- シャワー室
- TVラウンジ
- 展望ラウンジ

6階
- ツーリスト（11室）
- エコノミー（2室）
- ドライバールーム
- エントランスホール（2階吹き抜け）
- 案内所
- 売店
- レストラン
- ゲームコーナー
- 展望浴場
- プロムナード
- TVラウンジ
- キッズルーム
- ミーティングルーム
- 救護室